# Reitoria
Die Reitoria („Rektorat“) ist ein 1961 eingeweihter Plattenbau im Campus Armando de Salles Oliveira der Universität São Paulo. Die U-förmige Reitoria besteht aus einem zentralen, vertikalen Block mit 9 Geschossen und niedrigen mit 3 Geschossen sowie dem zentralen Untergeschoss. Der zentrale Bau war als Abschluss eines Eixo Monumental („Monumentalachse“) geplant.
Das Gebäude beherbergt das Rektorat und die Prorektorate der Universität von São Paulo.

## Galerie

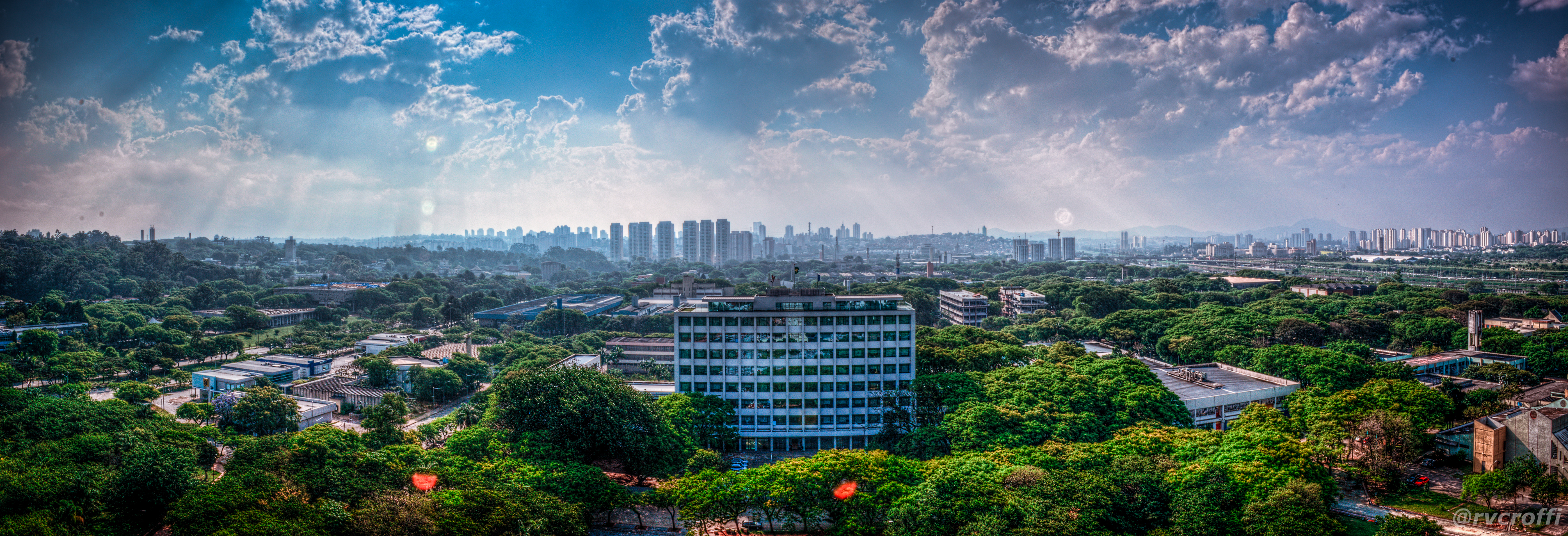
Blick von Elisabeth Nobilings Torre do relógio („Uhrturm“) auf die Reitoria (Mitte)
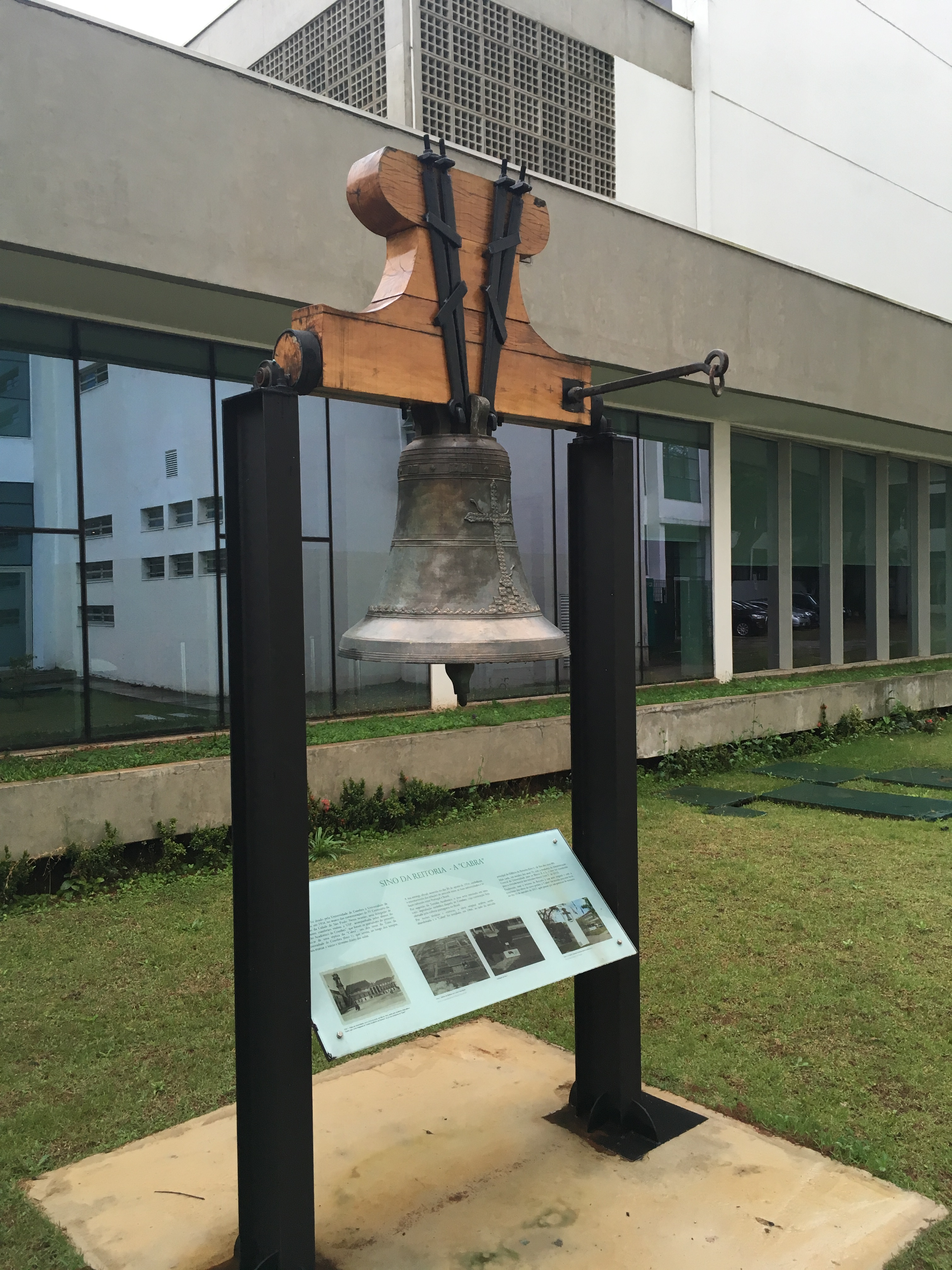
Das Sino da Reitoria vor dem Gebäude, Geschenk der Universität Coimbra
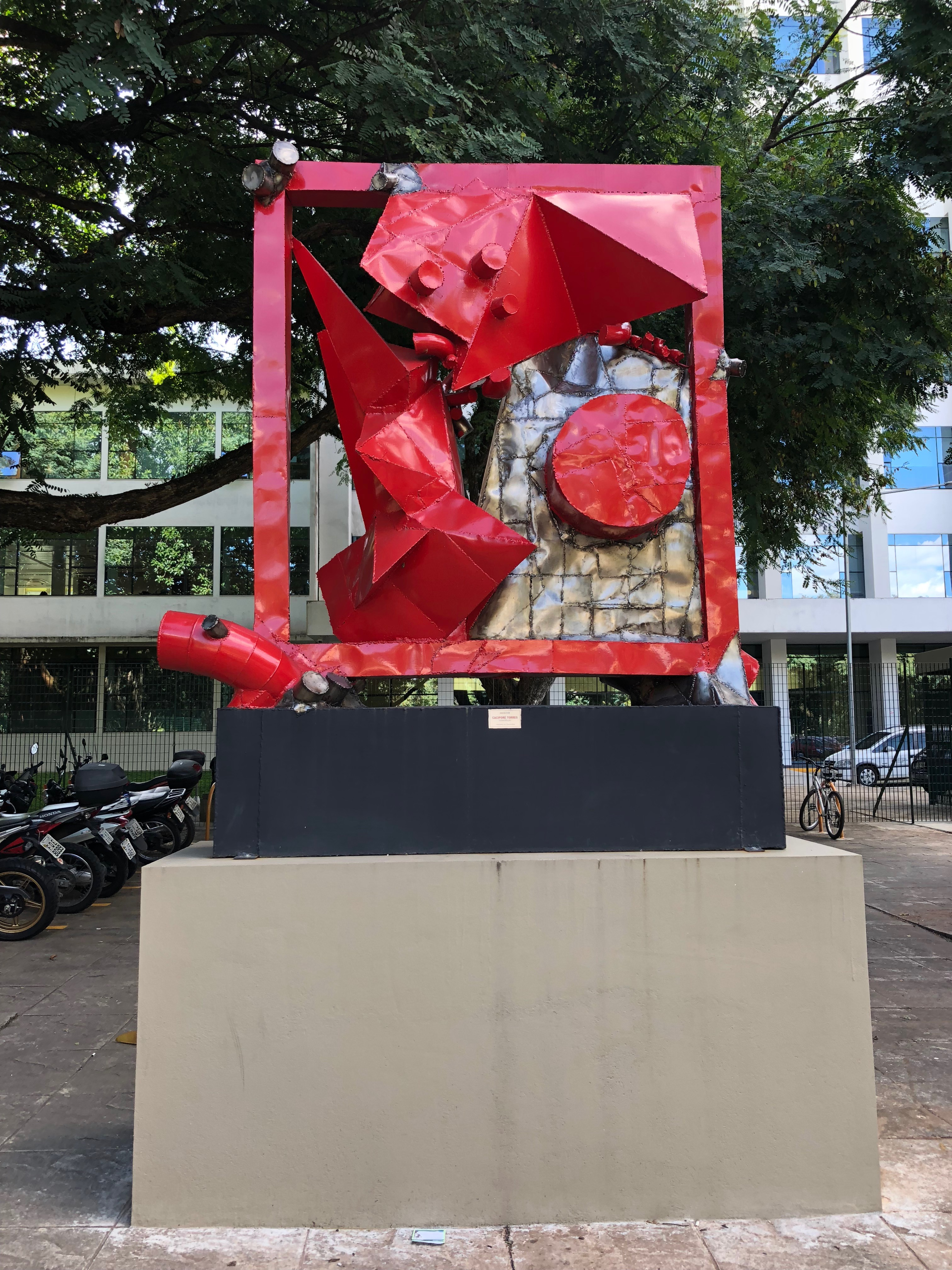
Caciporé Torres’ Skulptur A construção beim Eingang